# Cynometra hemitomophylla
Cynometra hemitomophylla là một loài thực vật có hoa trong họ Đậu. Loài này được (Donn.Sm.) Britton & Rose miêu tả khoa học đầu tiên.